# Athetis morbidensis
Athetis morbidensis là một loài bướm đêm trong họ Noctuidae.